# Linia kolejowa České Budějovice – Summerau
Linia kolejowa České Budějovice – Summerau (Linia kolejowa nr 196 (Czechy)) – jednotorowa, międzynarodowa i zelektryfikowana linia kolejowa w Czechach i Austrii. Łączy Czeskie Budziejowice i Summerau. Przebiega w całości przez terytorium kraju południowoczeskiego (na terenie Czech) i Górnej Austrii.